# Татіпака – Кондапаллі
Татіпака – Кондапаллі – газопровід на сході Індії у штаті Андхра-Прадеш.
На початку 1990-х почалась розробка наземних газових родовищ басейну Крішна-Годаварі. Основні з них знаходились в районі дельти Годаварі, де виник виробничий майданчик компанії ONGC у Татіпаці. Для видачі продукції звідси проклали кілька трубопроводів, як то Татіпака – Какінада, Татіпака – Коввур та Татіпака – Кондапаллі. Останній став до ладу в 2001 році та призначався передусім для живлення ТЕС Кондапаллі. Він має довжину 204 км та виконаний в діаметрі 450 мм.
Можливо відзначити,  що в подальшому до ТЕС Кондапаллі вивели перемичку довжиною 12 км та діаметром 250 мм від газопроводу Схід – Захід.